# سن‌های سپردار
ناجوربالان آکانثوسوماتیدا(نام علمی: Acanthosomatidae) نام یک تیره از فروراسته ناجوربالان پنتاتومومورفا است.

## نگارخانه

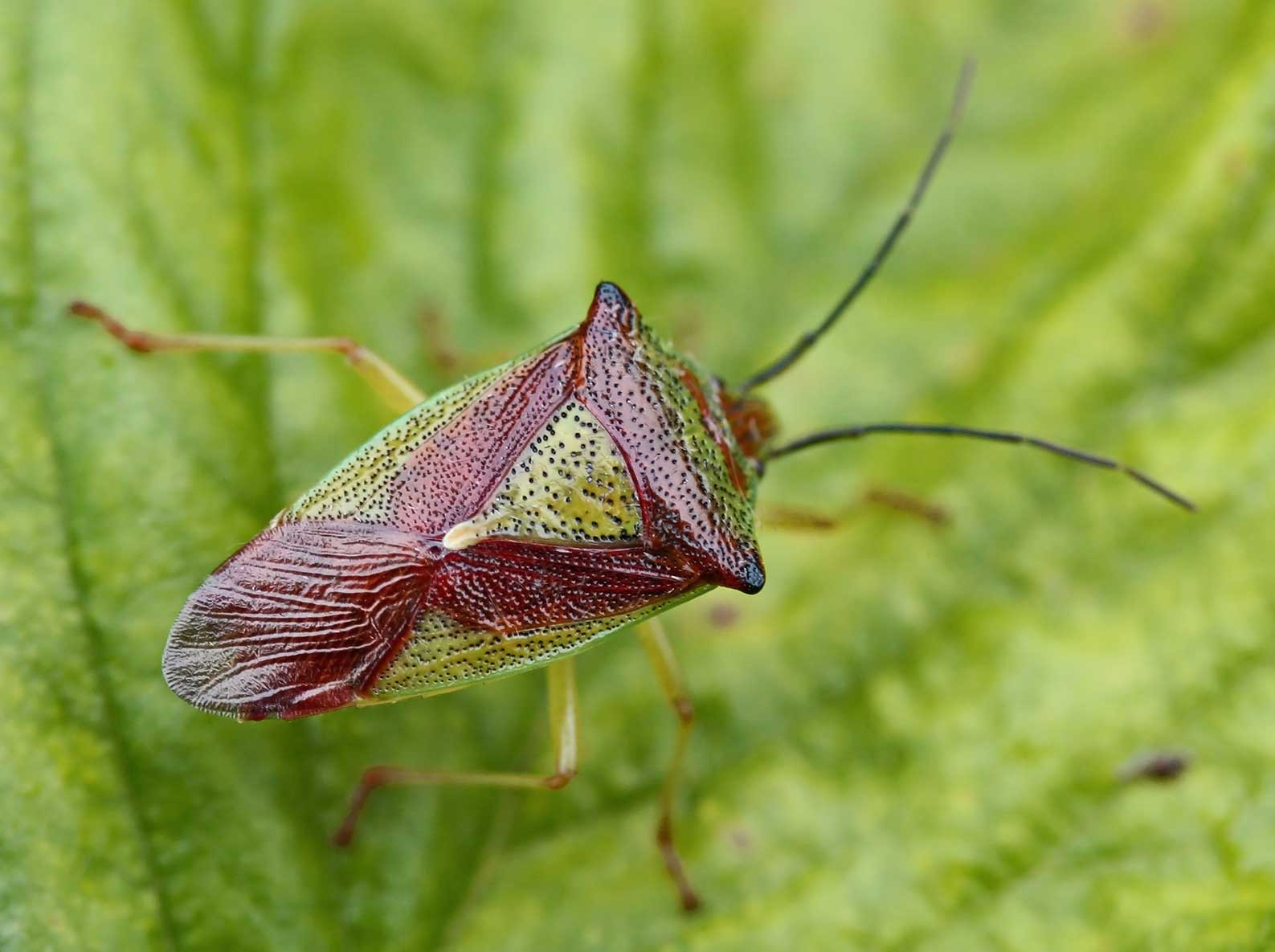
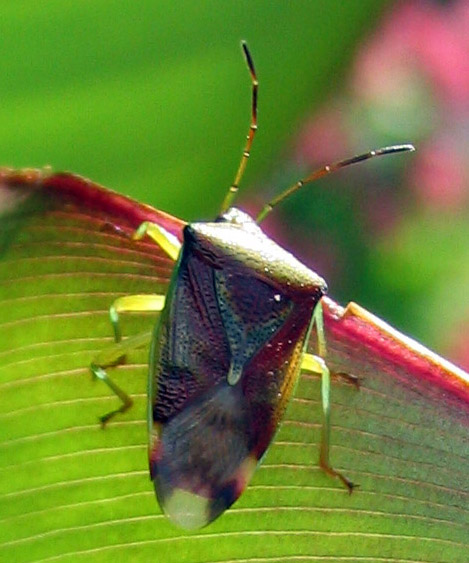
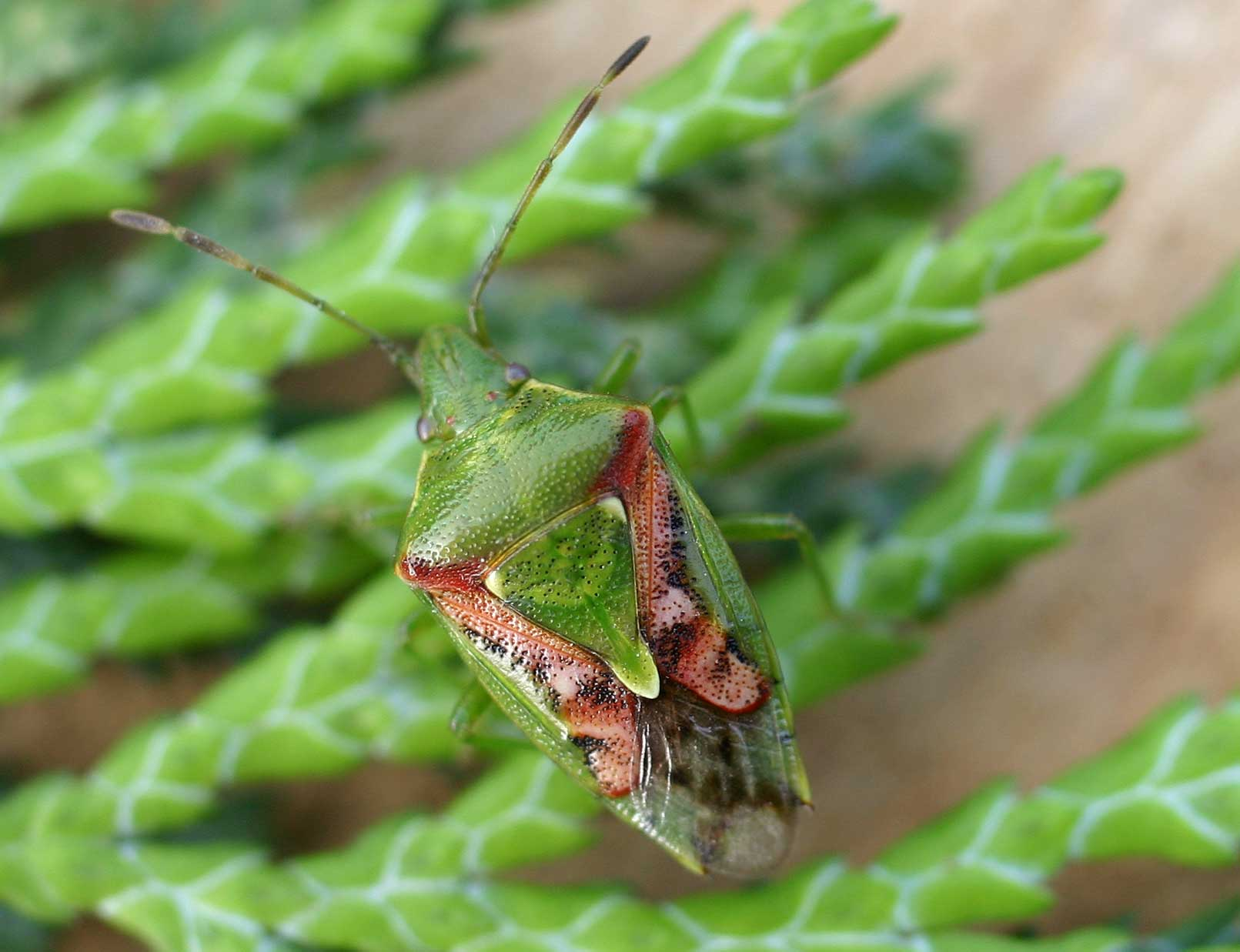
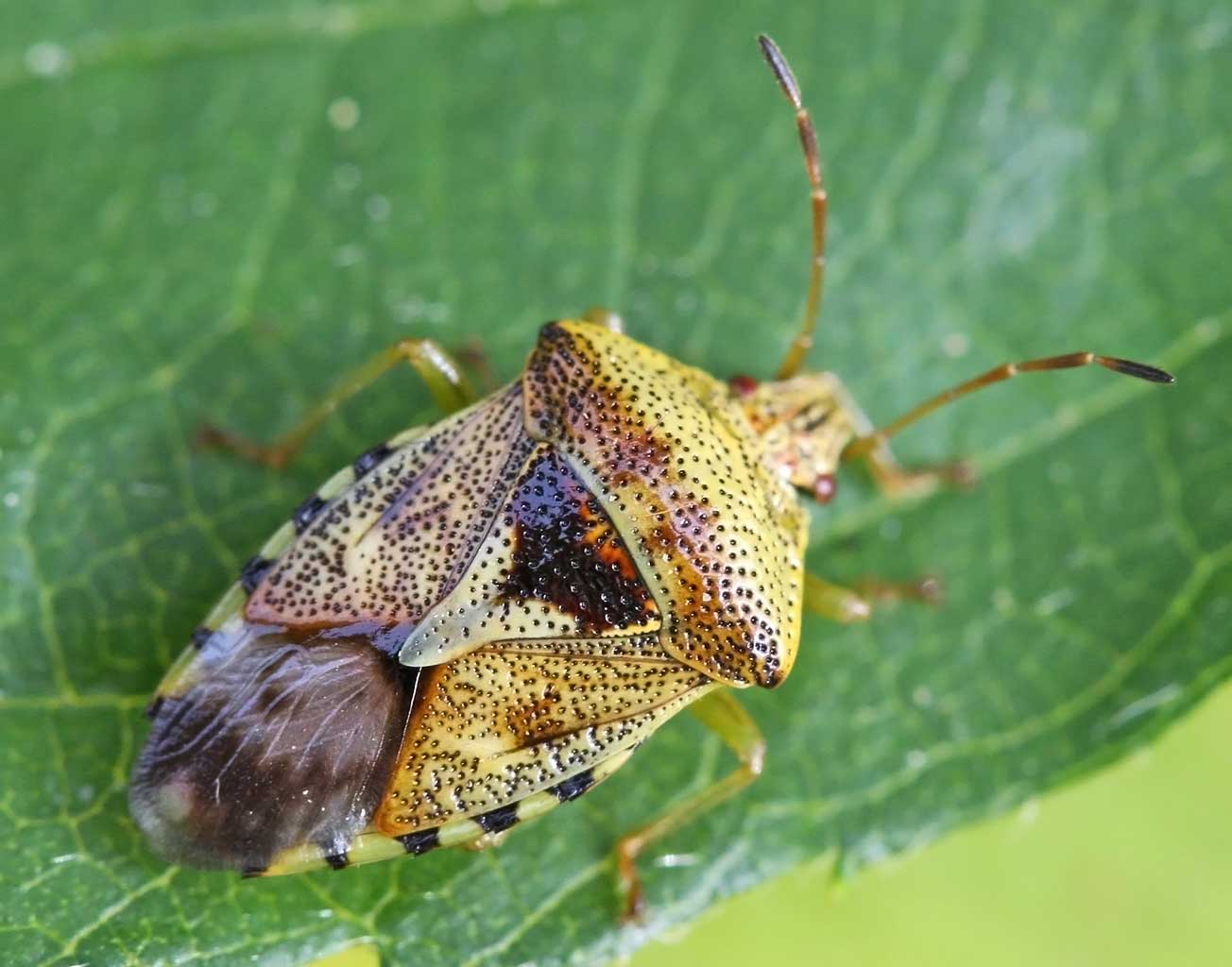
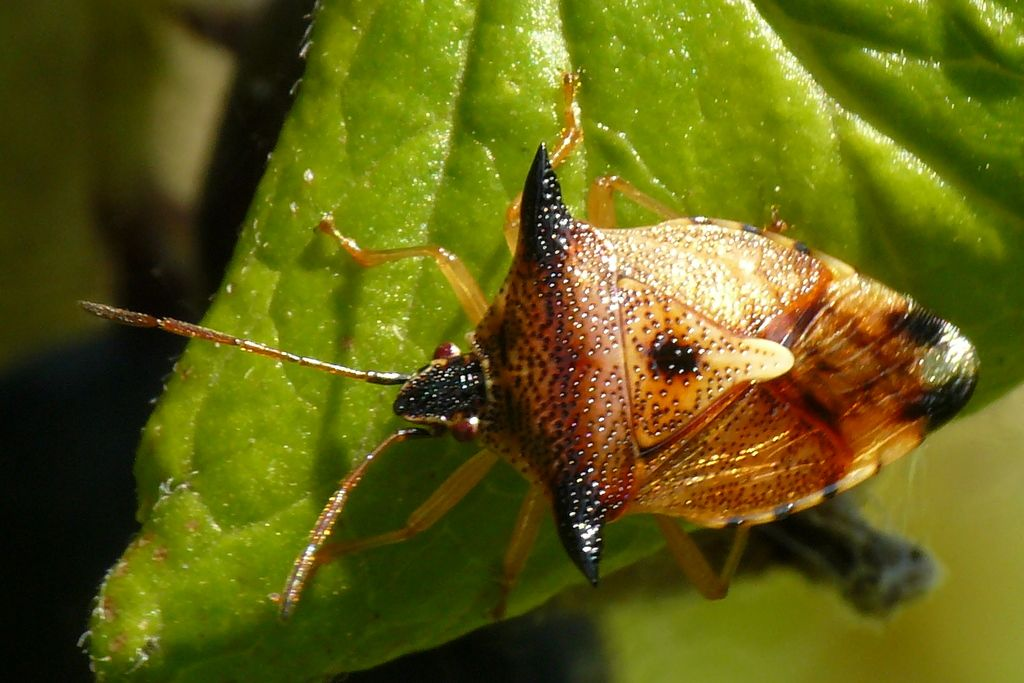